# Тедеев, Марик Тотразович
Ма́рик Тотра́зович Теде́ев (осет. Тедеты Тотразы фырт Марик; род. 27 марта 1959, селение Камбилеевское, Северная Осетия) — Заслуженный тренер РСФСР по вольной борьбе (1989), мастер спорта. Главный тренер сборной Северной Осетии по вольной борьбе.

## Биография
Родился 27 марта 1959 года в селении Камбилеевское Пригородного района Северной Осетии — Алании.
С 12 лет стал заниматься вольной борьбой. Тренировался у Камболата Габисова. В 1976 году стал чемпионом РСФСР и серебряным призёром чемпионата СССР среди молодежи.
В 1983 году окончил Горский сельскохозяйственный институт.
С 1985 года работает тренером по вольной борьбе. За подготовку мастера спорта международного класса, победителя Кубка мира среди молодежи, бронзового призёра чемпионата Европы Рустема Келехсаева, получил звание заслуженного тренера РСФСР. Также среди его учеников Хетаг Гозюмов, Георгий Кетоев.
Работал тренером школы высшего спортивного мастерства Государственного комитета по физической культуре и спорту СОАССР.
В настоящее время —главный тренер женской сборной России по вольной борьбе 